# John G. Townsend
John G. Townsend, Jr. (Worcester megye, 1871. május 31. – Philadelphia, 1964. április 10.) az Amerikai Egyesült Államok szenátora (Delaware, 1929–1941). Delaware állam 55. kormányzója (1917–1921).

## Szakmai és politikai karrier
Amikor a vasút először áthaladt Bishopville-en, Townsend megtanulta a távíró használatát, és ezután elhelyezkedett a Pennsylvania Railroad vasúttársaságnál. Hamarosan felismerte, hogy szükség van vasúti keresztaljakra, ezért fűrészüzemet létesített a gyártásukra, és elkezdte árusítani őket. 1896-ban családjával a delaware-i Selbyville-be költözött, ahol szamócatermesztésbe kezdett. Hamarosan "Eperkirályként" ismerték. Üzletének jobb irányítása érdekében saját bankot alapított, a Baltimore Trust Company-t, amely az állam második legnagyobb bankjává vált. A Townsend, Inc. a baromfi, a kukorica és a szójabab piacra lépett. Mire meghalt, az állam egyik legnagyobb és legdiverzifikáltabb mezőgazdasági vállalkozásává vált. Vállalkozásait a politikába való belépése után is folytatta, és amikor nem volt hivatalban, visszatért azok irányításához.